# 徐清
徐清（1965年—），女，辽宁海城人，汉族，中华人民共和国政治人物、第十二届全国人民代表大会山东省代表。
毕业于中国海洋大学物理海洋专业。加入中国民主促进会。担任山东省贸促会会长。2008年起担任全国人大代表。2013年，担任全国人大代表。